# Pjer Vukelić
Petar Vukelić (Zagreb, 1942. – ?, 30. ožujka 2025.), poznatiji pod nadimkom Pjer, bio je hrvatski radijski novinar i voditelj.
Na Radiju Zagreb, kasnije na Hrvatskom radiju i Radiju Sljeme, uređivao je i vodio mnoge popularne emisije: Vesela večer (1964. – 1966.), Sastanak u studiju 8 (1965. – 1970.), Otkrića i ličnosti: Vrijeme, ljudi i događaji (1967. – 1969.), Izlet u obično (1970.), Porodični semafor (1970. – 1971.), Radio Jadran-sport (1970. – 1971.), Zeleni megaherc (1972. – 1973.), Crvena jabuka (1974. – 1982.), 25. sat (1982. – 1992.), VE-VO-SCRI-M (1984.), Posljednji krici iz kavane (1989-1991.) i Parip (1992.).

## Nagrade i priznanja
- Prva nagrada za humoresku 1968. u časopisu Paradoks (urednik Hrvoje Hitrec)
- Nagrada Radio Zagreba 1984. za emisiju 25. sat
- Zlatno pero Društva hrvatskih novinara 1987. za emisiju 25. sat
- Nagrada Sedam sekretara SKOJ-a za emisiju 25. sat